# Oonops leai
Oonops leai är en spindelart som beskrevs av William Joseph Rainbow 1920. Oonops leai ingår i släktet Oonops och familjen dansspindlar. Inga underarter finns listade i Catalogue of Life.